# Catedral de San José (Callao)

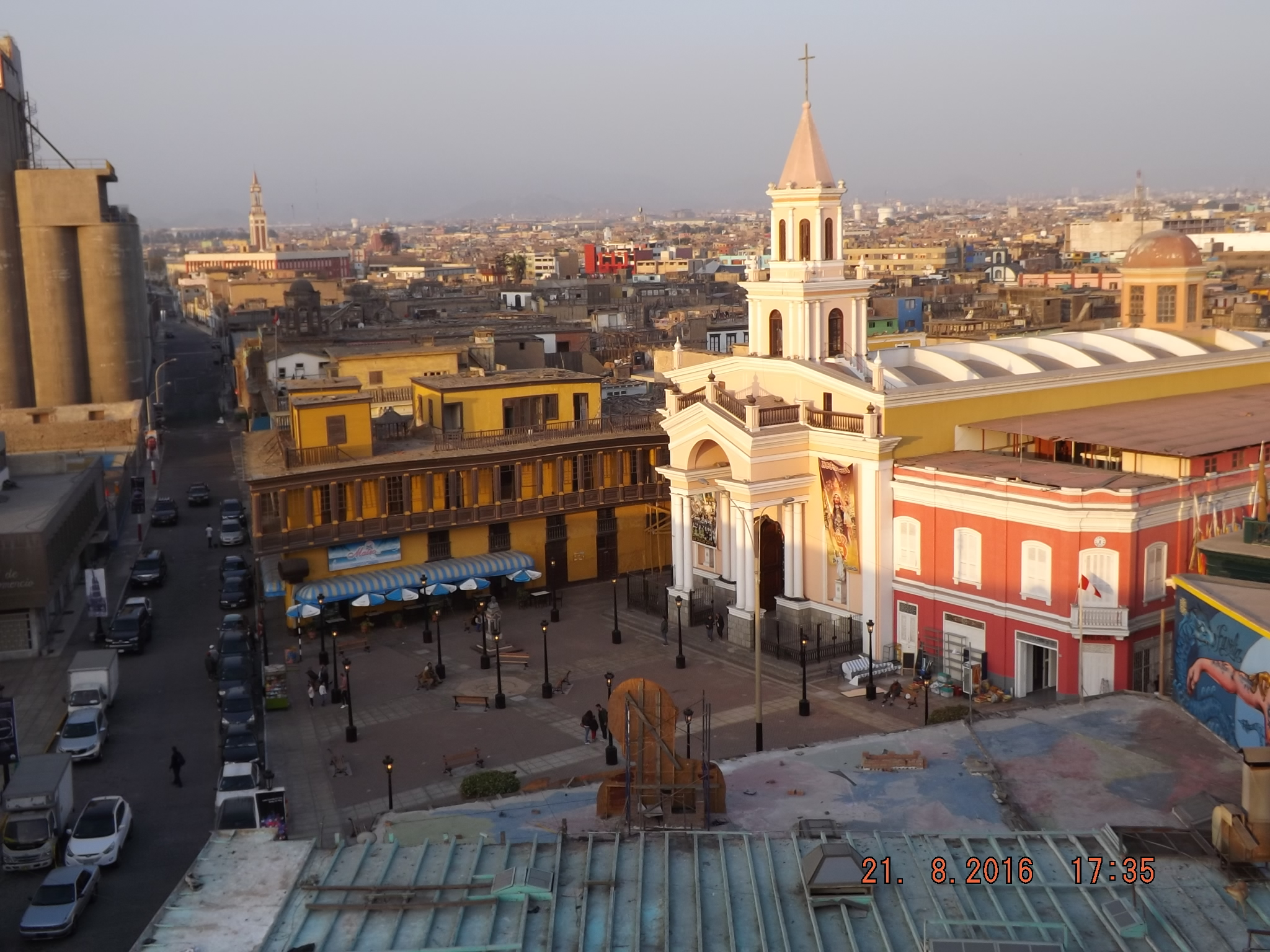
Vista aérea de la Iglesia Matriz del Callao

La Catedral de San José del Callao o Iglesia Matriz del Callao es el principal edificio religioso en El Callao parte de la provincia constitucional del Callao parte del país sudamericano de Perú. Es una propiedad de la Iglesia católica. El edificio es de estilo neoclásico. La construcción fue concluida en 1893 con el diseño de Antonio Dañino. Fue remodelada luego de un sismo en 1970. En 16 de septiembre de 1995 fue consagrada oficialmente como Catedral del Callao.
Se trata de la iglesia madre o principal de la Diócesis del Callao (Diœcesis Callaënsis) que fue creada en 1967 por el Papa Pablo VI mediante la bula Aptiorem Ecclesiarum. Esta bajo la responsabilidad pastoral del obispo del Callao, Luis Alberto Barrera Pacheco.